# كمال الجزولي
كمال الجزولي (15 أبريل 1947 - 5 نوفمبر 2023) محامي وأديب سوداني ويعد من أبرز الخبراء القانونيين السودانيين المعاصرين.

## المولد والحالة الإجتماعية
هو كمال الدين عوض الجزولي دياب، من مواليد 15 أبريل العام 1947 في حفرة كلودو بام درمان، متزوج من د. فايزة حسين عبد الله (أستاذة بجامعة الأحفاد للبنات) وأب لولد (أُبي ـ طبيب أسنان) وبنت (أروى ـ مهندسة معمارية). وهو الأخ الأكبر لأميرة الجزولي زوجة الشاعر محجوب شريف. توفي بالقاهرة في يوم الأحد الموافق 5 نوفمبر 2023م.

## مؤهلاته
ماجستير القانون بتخصص في القانون الدولي العام من كلية القانون الدولي والعلاقات الدولية بجامعة كييف بأوكرانيا، الاتحاد السوفيتي (سابقاً)، عام 1973م، ودبلوم الترجمة من نفس الجامعة عام 1973م.

## مساهماته
السكرتير العام المنتخب لاتحاد الكتاب السودانيين ـ فترة الميلاد الأول (1985م ـ 1989م)، وخلال الدورة الأولى للميلاد الثاني (2006م ـ 2007م)، وعضو مؤسس بالمنظمة السودانية لحقوق الإنسان. كذلك هو عضو مؤسس بجامعة أم درمان الأهلية، وعضو مؤسس بالمرصد السوداني لحقوق الإنسان، وعضو اتحاد المحامين السودانيين، وعضو شرف بـمنظمة القلم العالمية للدفاع عن الكتاب المضطهدين.

## حياته
تعرض كمال الجزولي للسجن والملاحقة من قبل نظامي نميري وعمر البشير، وعرف بانتمائه للحزب الشيوعي السوداني، وشارك، بتكليف من حكومة السودان الانتقاليَّة (1985م ـ 1986م)، في هيئة الاتهام ضد اللواء عمر محمد الطيب، النائب الأول لرئيس الجمهورية ورئيس جهاز الأمن خلال حقبة نميري، بالإضافة إلى عدد من ضباط الجهاز، في (قضية تهريب اليهود الفلاشا إلى إسرائيل)، وتولى الدفاع طوعاً عن أغلب متهمي الرأي والضمير خلال نظامي نميري والبشير.

## أعماله
له العديد من الإسهامات الشعرية المطبوعة منها (القصيدة الجبلية) عن اتحاد الكتاب العرب بدمشق، 1993م، و (عزيف الريح خلف بوابة صدئة)، دار الأشقاء بالخرطوم، 2000م، و (أم درمان تأتى في قطار الثامنة،  الأعمال الشعرية غير الكاملة)، دار العلوم ودار تراث بالقاهرة، 2004م، و (طبلان وإحدى وعشرون طلقة لـ 19 يوليو)، دار مدارك بالخرطوم، 2008م. كما ترجمت العديد من قصائده إلى الإنجليزية والروسية والأوكرانية.
وله من الدراسات والبحوث: (الشيوعيون السودانيون والديموقراطية)، دار عزة بالخرطوم، 2003م، و (الحقيقة في دارفور)، مركز القاهرة لدراسات حقوق الإنسان، 2006م، و (النزاع بين حكومة السودان والمحكمة الجنائية الدولية)، مركز القاهرة لدراسات حقوق الإنسان، 2006م، و (الآخر)، دار العلوم ودار تراث بالقاهرة، 2006م، و (أبو ذكرى: نهاية العالم خلف النافذة)، دار العلوم ودار تراث بالقاهرة، 2006م، و (إنتليجينسيا نبات الظل)، دار مدارك، القاهرة، 2008م، و (كتاب الرزنامة الأول: 2007م ـ 2008م)، دار مدارك، القاهرة، 2009م، و (عتود الدولة: ثوابت الدين أم متحركات التدين؟!)، دار مدارك، القاهرة، 2010م، بالإضافة إلى مئات البحوث والدراسات والمقالات في الأدب والقانون والتاريخ والفكر السياسي والاجتماعي، منشورة في عدد من الدوريات المتخصصة والمجلات والصحف الورقية والاليكترونية داخل وخارج السودان.

## وفاته
توفي الأديب كمال الجزولي مساء الأحد 5 نوفمبر 2023 بمدينة القاهرة التي وصل إليها مستشفياً، ونعته نقابة الصحفيين السودانيين وجامعة الأحفاد وعدد من المؤسسات في السودان.